# アルジャーノン・メシュエン
アルジャーノン・メシュエン（Algernon Methuen、1856年2月23日 - 1924年9月20日）はイギリスの実業家。メシュエンパブリッシングの創始者。